# Love Gun Tour
Love Gun Tour bylo turné americké rockové skupiny Kiss na podporu alba Love Gun. Jednalo se o první turné, na kterém Ace Frehley zpívá, a to v písni Shock Me. Tři koncerty v Los Angeles byly nahrány pro Alive II

## Seznam písní
1. I Stole Your Love
2. Take Me
3. Ladies Room
4. Firehouse
5. Love Gun
6. Hooligan
7. Makin' Love
8. Christine Sixteen
9. Shock Me
10. I Want You
11. Calling Dr. Love
12. Shout It Out Loud
13. God of Thunder
14. Rock and Roll All Nite

### Přídavky
1. Detroit Rock City
2. Beth
3. Black Diamond

## Turné v datech
| Datum             | Město                       | Stát                   | Místo konání                       |
| ----------------- | --------------------------- | ---------------------- | ---------------------------------- |
| 8. července 1977  | Halifax, Nové Skotsko       | Kanada                 | Halifax Forum                      |
| 9. července 1977  | Moncton, Nový Brunšvik      | Kanada                 | Moncton Coliseum                   |
| 12. července 1977 | Montréal, Québec            | Kanada                 | Montreal Forum                     |
| 14. července 1977 | Ottawa, Ontario             | Kanada                 | Ottawa Civic Centre                |
| 16. července 1977 | Kitchener, Ontario          | Kanada                 | Kitchener Memorial Auditorium      |
| 18. července 1977 | London, Ontario             | Kanada                 | London Gardens                     |
| 19. července 1977 | Sudbury, Ontario            | Kanada                 | Sudbury Arena                      |
| 21. července 1977 | Winnipeg, Manitoba          | Kanada                 | Winnipeg Arena                     |
| 24. července 1977 | Vancouver, Britská Kolumbie | Kanada                 | Pacific Coliseum                   |
| 27. července 1977 | Edmonton, Alberta           | Kanada                 | Rexall Place                       |
| 28. července 1977 | Lethbridge, Alberta         | Kanada                 | Sportsplex                         |
| 29. července 1977 | Edmonton, Alberta           | Kanada                 | Northlands Coliseum                |
| 31. července 1977 | Calgary, Alberta            | Kanada                 | Stampede Corral                    |
| 1. srpna 1977     | Calgary, Alberta            | Kanada                 | Stampede Corral                    |
| 2. srpna 1977     | Saskatoon, Saskatchewan     | Kanada                 | Saskatoon Arena                    |
| 3. srpna 1977     | Regina, Saskatchewan        | Kanada                 | Regina Exhibition Stadium          |
| 4. srpna 1977     | Salt Lake City, Utah        | Spojené státy americké | Salt Palace                        |
| 7. srpna 1977     | Billings, Montana           | Spojené státy americké | MetraPark Arena                    |
| 8. srpna 1977     | Rapid City, Jižní Dakota    | Spojené státy americké | Rushmore Plaza Civic Center        |
| 11. srpna 1977    | Spokane, Washington         | Spojené státy americké | Spokane Coliseum                   |
| 12. srpna 1977    | Seattle, Washington         | Spojené státy americké | Seattle Center Coliseum            |
| 13. srpna 1977    | Portland, Oregon            | Spojené státy americké | Memorial Coliseum                  |
| 16. srpna 1977    | Daly City, Kalifornie       | Spojené státy americké | Cow Palace                         |
| 17. srpna 1977    | Fresno, Kalifornie          | Spojené státy americké | Selland Arena                      |
| 19. srpna 1977    | San Diego, Kalifornie       | Spojené státy americké | San Diego Sports Arena             |
| 21. srpna 1977    | Tucson, Arizona             | Spojené státy americké | Tucson Convention Center           |
| 22. srpna 1977    | Phoenix, Arizona            | Spojené státy americké | Arizona Veterans Memorial Coliseum |
| 26. srpna 1977    | Inglewood, Kalifornie       | Spojené státy americké | The Forum                          |
| 27. srpna 1977    | Inglewood, Kalifornie       | Spojené státy americké | The Forum                          |
| 28. srpna 1977    | Inglewood, Kalifornie       | Spojené státy americké | The Forum                          |
| 1. září 1977      | Houston, Texas              | Spojené státy americké | The Summit                         |
| 2. září 1977      | Houston, Texas              | Spojené státy americké | The Summit                         |
| 4. září 1977      | Fort Worth, Texas           | Spojené státy americké | Fort Worth Convention Center       |
| 5. září 1977      | Fort Worth, Texas           | Spojené státy americké | Fort Worth Convention Center       |